# Василий Шукшин (теплоход)
«Василий Шукшин» — советский сухогруз. Первый из одноимённой серии сухогрузов, построенных по проекту 1588. Проект морского универсального сухогруза разработан ЦКБ «Вымпел» (СССР, г. Горький). Серия строилась с 1977 по 1981 гг. на ССЗ «Ока» (СССР, Горьковская обл., г.Навашино).
После доведения до высокой степени готовности морские суда переводились на Волгоградский судостроительный завод, где производилась достройка. Приёмка судов проекта 1588 проходила на севастопольском Морском заводе имени Серго Орджоникидзе.
Всего было построено 9 судов данной серии.
Архитектурно-конструктивный тип:
мелкосидящее, однопалубное с баком и ютом, надстройкой и МО в корме, наклонным носом и транцевой кормой.
Назначение:
перевозка пакетированных грузов и контейнеров, генеральных сухих, легковоспламеняющихся и навалочных грузов, в том числе эпизодически тяжелых грузов, за исключением рудных концентратов.

## История судна
Построен сухогруз в 1977 году. В 1978 году вошёл в состав Советского Дунайского пароходства, портом приписки стал Измаил.
5 декабря 2008 года был арестован турецкими властями на входе в пролив Дарданеллы по нескольким искам, в том числе бункерной компании, экипажа, агентов и компаний, занимавшихся снабжением. До 23 апреля 2011 года стоял на рейде порта Стамбул. После судебного разбирательства вернулся в Измаил. Вердикт руководства УДП был таков: « Техническое состояние после более чем двухлетнего отстоя неудовлетворительное; собственных средств для ремонта теплохода УДП не имеет; фрахтовый рынок Черноморско-Азовского и Средиземноморского бассейнов беден и перенасыщен тоннажем; инвестора, желающего вложить средства на условиях возмещением их в ходе последующей эксплуатации, нет… В соответствии с финансовым планом 2011 года теплоход подлежит списанию.»
6 апреля 2012 года теплоход вошёл в акваторию николаевского судостроительного завода для утилизации. Для этого развели оба моста (Варваровский и Ингульский).
6 августа того же года в 9-20 утра в акватории «Судостроительного завода им. 61 коммунара» затонула кормовая часть теплохода. Через час затонула носовая часть, и теплоход полностью ушёл под воду. Жертв нет.